# Шиловка (Ульяновская область)
Ши́ловка (в прошлом Шиловская слобода) — село в Сенгилеевском районе Ульяновской области. Входит в Тушнинское сельское поселение.

## География
Село Шиловка расположено непосредственно на берегу р. Волги, при впадении в неё небольшой речки Брусянки, в 40 верстах ниже Симбирска.  

## История
Село Шиловка  (в прошлом Шиловская слобода) основана в 1669 году, как опорный пункт на подступах к Симбирку и Синбирской черте.
В 1678 году в Шиловской слободе было всего 60 крестьянских дворов, «людей в них 188 человек, 74 двора бобыльских, людей в них 145 человек; обоего 134 двора, людей в них 333 человека».
Это самое богатое село Симбирского уезда, а по числу жителей второе в уезде. В нём 4306 жителей (2067 муж. и 2239 жен.), 726 дворов. Крестьянское общество, на 1302 ревизских душе и, получило в надел 6491 дес. 375 саж. удобной земли (257 дес. 1800 саж. усадебной, 3984 дес. 2175 саж. пашни, 266 дес. выгону и 1982 дес. 1200 саж. лугов). Пахотная земля плохая; только в дальнем поле, называемом «степь» и заключающем в себе до 500 десятин, земля получше, но это поле отстоит от села на 20 верст, между селами: Тушной и Ключищам. Против Шиловки, на волжских островах, в пойме перед селом Тургенево, Ставропольскаго уезда, Самарской губернии, общественные луга, там же есть немного и мелкого леса — тальник на плетни. Среди лугов много рыболовных озёр, но все они принадлежат удельному ведомству, а арендует их богатый купец из местных крестьян Гаврилов. По земле Шиловского общества течёт родник, называемый «Поничное горлышко». Ради чего присвоено ему такое название — неизвестно, но в летнюю засуху к этому роднику ходят молебствовать о дожде, так что он, в жизни местного населения, имеет значение; родник течёт на протяжении двух верст, не по оврагу, а в открытом поле и пропадает в земле, также как и начинается. В трех верстах от села на юг, в стороне от дороги в г. Сенгилей, среди пахотного поля, возвышается местность, приблизительно полверсты в квадрате, называемая «бык»; по рассказам стариков, несколько лет тому назад, здесь находили человеческие черепа и кости очень больших размеров.
Вследствие плохого качества надельной земли, в с. Шиловке весьма развита промышленная жизнь. Население здесь занимается преимущественно садоводством; садов очень много, размером от полдесятины до двух десятин; сады тянутся по берегу р. Волги, на несколько верст выше и ниже села; из всего количества усадебной земли, принадлежащей к селу, около 200 десятин под садами. Более половины общего числа домохозяев имеют сады, многие по два, а у шестерых — по три, и они получают дохода до 2000 руб. В год; в, садах почти исключительно яблоки, других фруктов и ягод, сравнительно, немного и не у всех. По богатству выделяются двое из местных жителей, временные купцы 1-й гильдии: 1) Иван Андреевич Гаврилов — у него два парохода, десять барж, богатый дом в селе; он арендует у удельного ведомства меловые горы и рыбные ловли по Волге и озёрам, и 2) Василий Александрович Петров — торгует сокоркой и мочалой.                                                                                                                                                            
У Шиловскаго крестьянина среднего достатка: хорошая, просторная изба, три лошади, три коровы, овец до 20 голов и сад. Не менее 20 домохозяев имеют капиталы по несколько тысяч; одни из них торгуют сокоркой, другие имеют большие сады, а у некоторых по две, по три баржи, сдаваемые в аренду. У третьей части домохозяев по одному, а то и по два работника уходят на заработок в Баку, там на нефтяных заводах хорошо платят рабочему, а иные плавают матросами на пароходах по Волге.
В с. Шиловке промышляют также куроводством; многие домохозяева держат по 30 — 40 кур. Под осень приезжают сюда Новодевиченские крестьяне и скупают куриные яйца. Вообще в этой местности (около приволжского села Новодвичья Сенгилеевскаго уезда) очень развито куроводство, а главным образом этим занимаются чуваши деревень Алешкино и Вырыстайкино, Сенгилеевскаго уезда. Прежде существовало в с. Шиловке горшечное производство. Лет тридцать тому назад здесь было более 20 горшечных заводов, но их изделия не шли далее окрестных базаров; вследствие невысокого качества глины, добываемой в местных дачах, этот промысел постепенно падал и наконец почти вовсе прекратился. Нынче в Шиловке только двое горшечников. 
В 1770 году из села Тургенево в Шиловку продана церковь.
В 1780 году, при создании Симбирского наместничества, село Шиловка, при реке Волге, ясашных крестьян, помещиковых крестьян, не знающих своих помещиков крестьян, экономических крестьян, вошла в состав Сенгилеевского уезда, в которой жило 1160 ревизских душ. С 1796 года в составе Сенгилеевского уезда Симбирской губернии. В 1851 году село вошло в состав Симбирского уезда.
В 1859 году село Шиловка, на почтовом тракте из г. Симбирска в г. Оренбург, входило во 2-й стан Симбирского уезда Симбирской губернии, в котором была церковь и пристань.
Каменная церковь во имя Введения во храм Пресвятыя Богородицы очень тесна и бедна; она построена в 1847 году на месте прежней каменной же, построенной в 1820 году, но по непрочности здания разобранной. В церкви хранится евангелие, печатанное в 1717 г. из чего можно заключить, что первоначальная церковь в Шиловке была построена в начале 18-го столетия, документальных же сведений об этом не сохранилось. В 1878 году при церкви учреждено церковно-приходское попечительство. В настоящее время существует среди местного населения сбор на постройку нового храма и уже собрано более 10 тысяч рублей, так что явилась возможность приступить к постройке. Церковный причт пользуется от общества 96 десятинами пахотной земли и 36 десятинами лугов. Школы в Шиловке основаны: мужская — в 1844 году, а женская — в 1895 году.
Летом того же 1895 года в Шиловке открыт приёмный покой, с постоянным местопребыванием фельдшера. Купец И. А. Гаврилов подарил, для этой цели, дом в селе, общество установило особый налог, по 25 коп. с души, что составит до 300 руб. в год; остальные расходы приняло на себя земство.
С 1 августа 1898 года переведено сюда, из Тушны, почтово-телеграфное отделение, с состоящею при нём сберегательной кассой.
Базара в Шиловке нет и ближайшие: в Тушне (8 верст) по субботам и в г. Сенгилее (12 верст) по понедельникам, но общество хлопочет перевести к себе и базар из Тушны; оно уже возбуждало об этом вопрос в 1887 году, но безуспешно. Вообще между Шиловкой и Тушной идёт сильная конкуренция на первенство и Шиловка, как находящаяся в более благоприятных условиях, понемногу пересиливает. Прежде в Тушне был и урядник, по уже лет восемь как он живёт в Шиловке. Здесь пристани двух пароходных обществ: Волжского и Купеческого. Все это даёт Шиловке значительное преимущество перед Тушной, расположенною вдали от Волги. В конце концов Шиловское общество, конечно, добьётся того, что и волостное правление будет переведено из Тушны в Шиловку.
При с. Шиловке помещиков нет и не было.

## Население
| 2010 |
| ---- |
| 978  |

В 1678 году 333 человека.
В 1780 году жило 1160 ревизских душ. 
В 1859 году в селе жило 3042 человека. 
В 1900 году прихожан в с. Шиловке в 692 дворах: 2094 м. и 2235 ж.; сверх того раскольников в 2 дворах: 12 м. и 9 ж.;

## Экономика
ООО Меловой завод «Шиловский». 

## Памятники природы
- Палеогеновый Бугор - меловой холм у села Шиловка. Часть Сенгилеевских гор.Оползневой цирк[12][13]
- Государственный ландшафтный заказник «Шиловская лесостепь»[14]

- Окрестности Шиловки.  Шиловская лесостепь.
- Горы возле с. Шиловка.

## Транспорт
Пять раз в неделю ходит автобус №138 из Ульяновска. Раз в неделю ходит автобус №139 из Сенгилея.